# Conca di Vallechiara

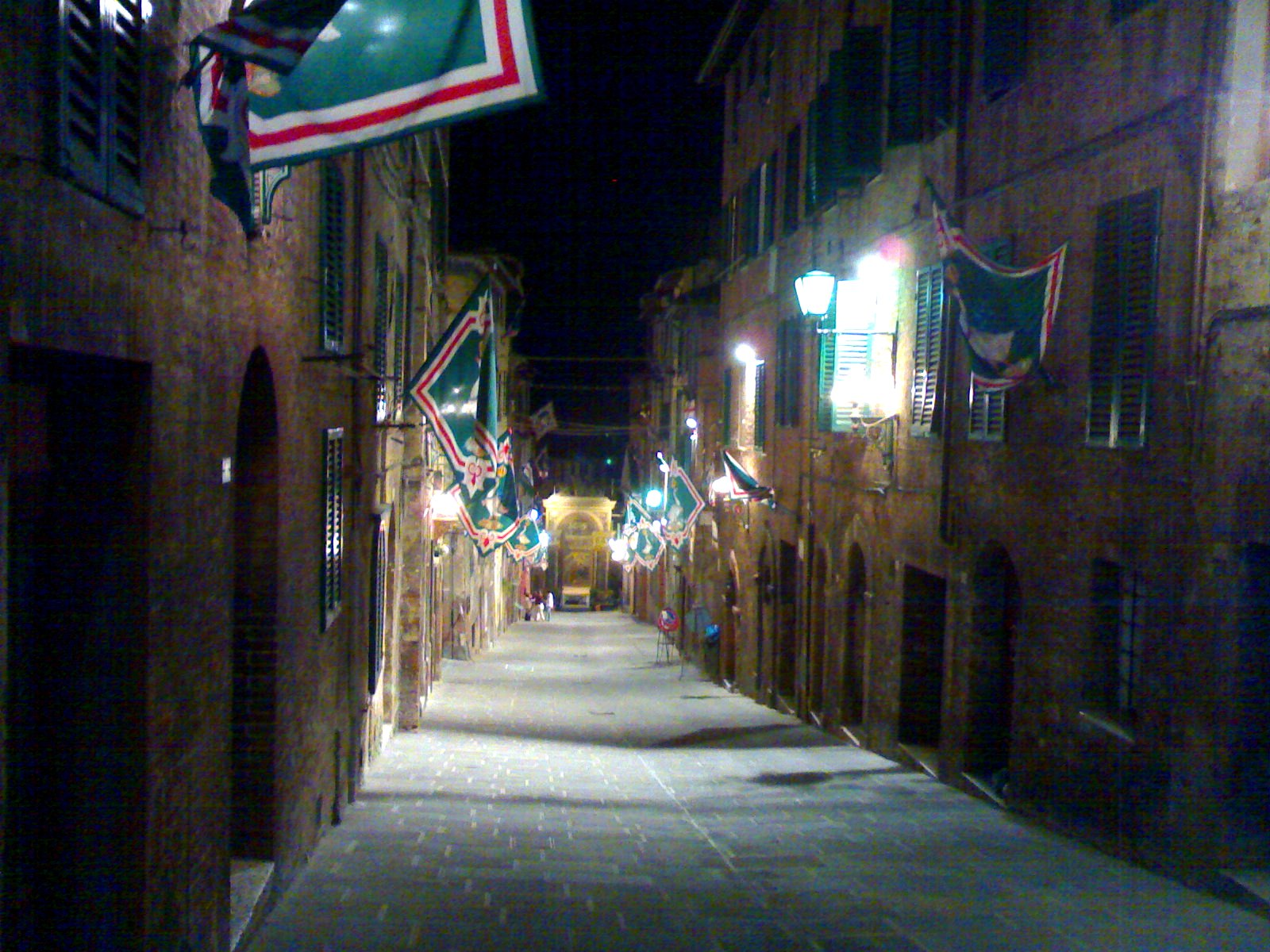
Via di Santa Caterina con le bandiere della contrada dell'Oca

La Conca di Vallechiara o Rione di Santa Caterina è una zona del centro storico di Siena, facente parte nel Terzo di Camollia è situata nell'agglomerato urbano immediatamente a nord di piazza del Campo, tra le mura, via Banchi di Sopra, via di Città, via di Fontebranda e via delle Terme.

## Storia e descrizione
Si tratta di un quartiere tradizionalmente popolare, per lo più nella Nobile contrada dell'Oca, abitato dagli artigiani dell'Arte della Lana. Nel XIII secolo essi avevano infatti organizzato qui la produzione, facilitati dalla disponibilità di acqua che aveva in Fontebranda il principale serbatoio idrico della città. La dedica a santa Caterina da Siena è legata ai luoghi di origine della santa, oggi venerata nel santuario Cateriniano. 
Tagliato da strade e vicoli in ripida pendenza, fu descritto da Federigo Tozzi come composto da case «[che paiono] aver paura a stare ritte tra questi precipizi e si toccano con i tetti pendenti». Attraversa il rione la via di Diacceto, dalla quale si stacca la pittoresca via della Galluzza, fiancheggiata da antiche architetture minori e scavalcata da otto archi, nel primo dei quali si apre una bifora. Poco oltre, il vicolo del Costaccino, scende in forte pendenza fino ai piedi del colle dove campeggia la basilica di San Domenico. 